# تاتسوكي نودا
تاتسوكي نودا (باليابانية: 野田 樹) (2 أبريل 1998 في طوكيو في اليابان – )؛ هو لاعب كرة قدم كان يلعب كلاعب وسط.

## وصلات خارجية
- تاتسوكي نودا على موقع رابطة كرة القدم اليابانية للمحترفين (اليابانية)
- تاتسوكي نودا على موقع قاعدة بيانات كرة القدم.إي يو (الإنجليزية)
- تاتسوكي نودا على موقع Soccerway.com (الإنجليزية)
- تاتسوكي نودا على موقع عالم كرة القدم.نت (الإنجليزية)